# Bebe Daniels

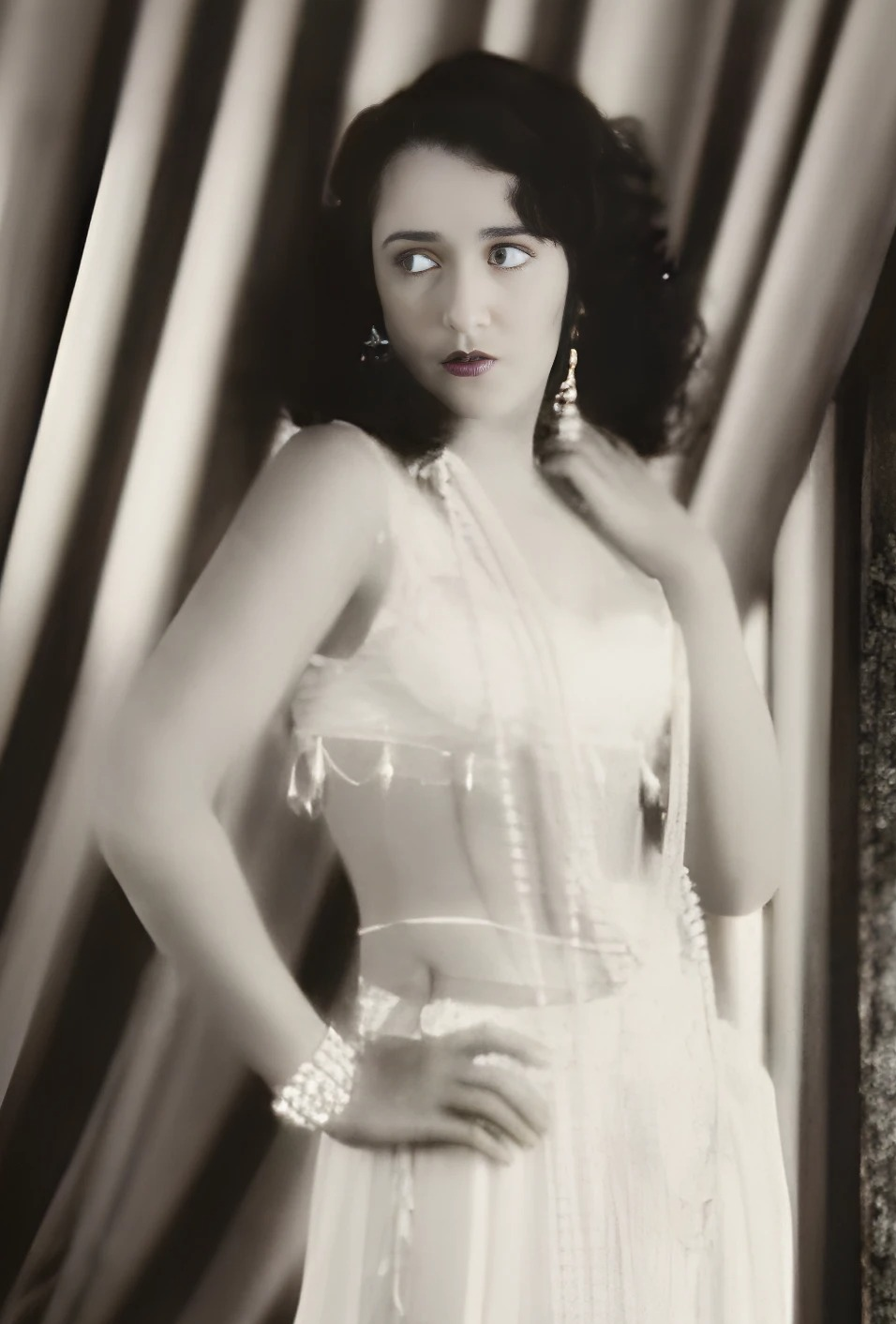
Bebe Daniels in ihrer Titelrolle in Die Tochter des Scheichs (1927).

Bebe Daniels (* 14. Januar 1901 in Dallas; † 16. März 1971 in London; eigentlich Phyllis Virginia Daniels) war eine US-amerikanische Schauspielerin.

## Leben

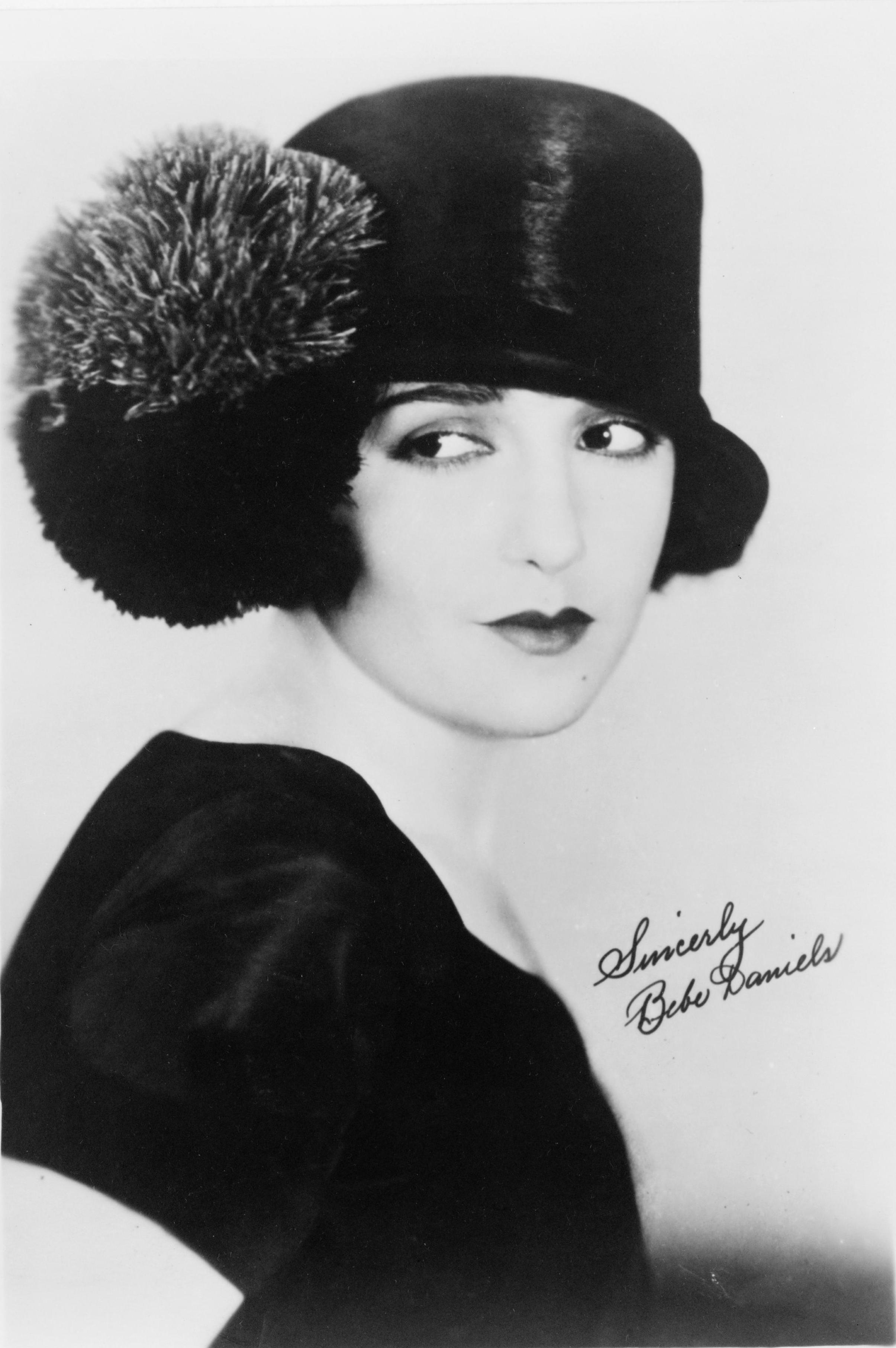
Bebe Daniels, 1925

Bebe Daniels war das einzige Kind eines aus Schottland stammenden Theaterdirektors und dessen Frau, einer spanischstämmigen Schauspielerin. Sie spielte schon mit vier Jahren erste Rollen auf der Bühne und machte ihr Filmdebüt im Alter von neun Jahren für die Selig-Studios. In den nächsten Jahren wirkte sie in unzähligen Kurzfilmen (sogenannten One-Reelern) mit und besuchte nebenbei eine Klosterschule in Los Angeles. Mit 14 Jahren wechselte sie ins Erwachsenenfach und übernahm die Hauptrollen in zahlreichen Komödien von Hal Roach, oft neben Snub Pollard und Harold Lloyd. Zwischen 1914 und 1918 wirkte sie in nicht weniger als 200 Filmen mit, die meisten davon waren Teile von Serien (sog. Serials) wie Lonesome Luke oder The Winckle, in denen sie neben Lloyd auftrat.
1919 wechselte Daniels zu Paramount, wo sie zum Protegée von Cecil B. DeMille avancierte und in zahlreichen seiner Bett- und Badezimmerromanzen, meist neben Gloria Swanson und Wallace Reid, mitwirkte, so in Irrwege einer Ehe und Anatol, der Frauenretter. Meist wurde Daniels in leichten Komödien eingesetzt, nur gelegentlich bekam sie die Chance, dramatisches Talent zu zeigen. Gegen Mitte der Dekade nahm die Popularität von Daniels auch durch das Aufkommen von Pola Negri und Clara Bow ab, und erst das Aufkommen des Tonfilms revitalisierte ihre Karriere. 1927 spielte sie die Hauptrolle der Zaida in Die Tochter des Scheichs.
Daniels unterschrieb einen Vertrag mit RKO und wurde dank der Mitwirkung in Rio Rita und Dixiana, den Verfilmungen zweier populärer Broadwayshows, neben Bessie Love zu einem der ersten Musicalstars. Nachdem die rasch entstandene Popularität von Musicals am Anfang der Tonfilmzeit ebenso schnell wieder abklang, nahm auch die Zugkraft von Daniels wieder ab und sie wechselte Anfang der 1930er Jahre zu Warner Brothers. Ihr bedeutendster Film dieser Zeit war der einflussreiche Musicalfilmklassiker Die 42. Straße von 1933, in dem sie einen Theaterstar spielte. Ihr letzter Film für Warner Brothers wurde 1934 Registered Nurse.
Daniels ging 1936 mit ihrem Ehemann Ben Lyon nach England, wo beide rasch beliebte Darsteller in Revues und in einer eigenen Radioshow für die BBC wurden. Nach einer kurzzeitigen Rückkehr nach Hollywood, wo Lyon als Manager für 20th Century Fox tätig war, kehrte das Paar 1949 endgültig nach England zurück. Eine neue Radioshow Life with the Lyons wurde so populär, dass Mitte der 1950er zwei B-Filme mit Daniels und Lyon gedreht wurden.
Bebe Daniels verstarb nur 8 Tage nach dem Tod ihres früheren Filmpartners Harold Lloyd.

## Anekdoten
Der Gangster Al Capone war ein großer Fan von ihr. Als ihr in den 1920er Jahren in einem Hotel in Chicago Schmuck im Wert einiger Tausend Dollar gestohlen wurde, kümmerte er sich persönlich darum. Er verkündete, dass der Schmuck innerhalb von 24 Stunden wieder im Besitz von Miss Daniels sein sollte, andernfalls … Der Schmuck wurde am nächsten Tag zurückgegeben.

## Filmografie (Auswahl)
- 1910: The Courtship of Miles Standish
- 1910: The Wonderful Wizard of Oz

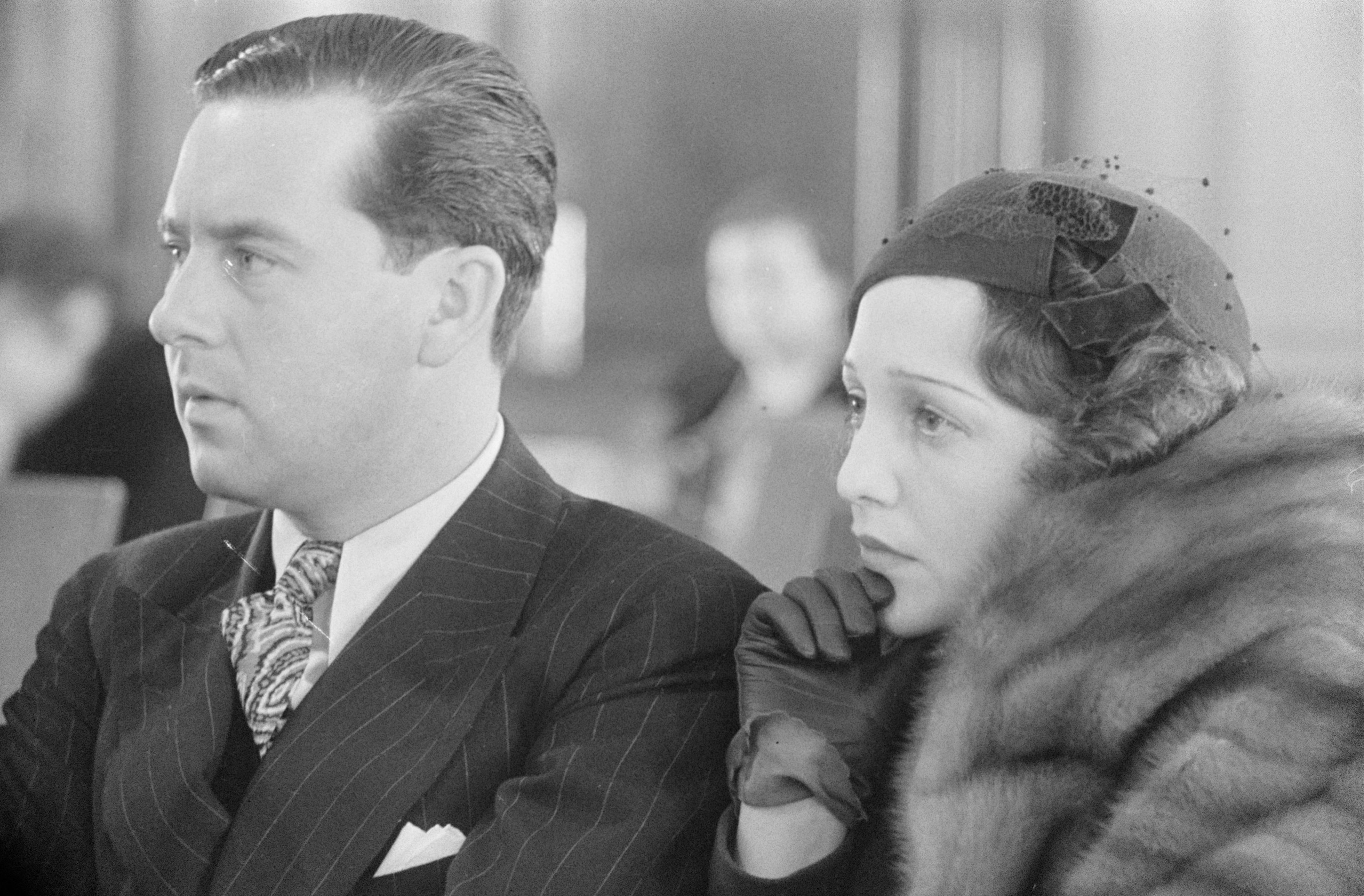
Daniels mit ihrem Ehemann Ben Lyon (1933)

- 1915: Lonesome Luke, Social Gangster
- 1917: Move On
- 1918: The Non-Stop Kid
- 1918: Bride and Gloom
- 1918: The City Slicker
- 1919: Bumping into Broadway
- 1919: Zustände wie im Paradies (Male and Female)
- 1920: The Dancin’ Fool
- 1920: Irrwege einer Ehe (Why Change Your Wife?)
- 1920: Sick Abed
- 1921: Anatol, der Frauenretter (The Affairs of Anatol)
- 1923: His Children’s Children
- 1923: The Exciters
- 1924: Seine Majestät der Hausfreund (Daring Youth)
- 1924: Monsieur Beaucaire, der königliche Barbier (Monsieur Beaucaire)
- 1925: Fräulein Blaubart (Miss Bluebeard)
- 1926: Hochzeitsglocken im Feuerregen (Volcano!)
- 1926: Abenteuer in Paris (Stranded in Paris)
- 1926: Fräulein Wasserscheu im Strandbad (The Palm Beach Girl)
- 1927: Señorita (Señorita)
- 1927: Die Rekord- und Herzensbrecherin (Swim Girl, Swim)
- 1927: Die Tochter des Scheichs (She’s a Sheik)
- 1928: Feel My Pulse
- 1928: Das Mädel mit der Kamera (Hot News)
- 1929: Rio Rita
- 1930: Love Comes Along
- 1930: Alias French Gertie
- 1930: Dixiana
- 1930: Reaching for the Moon
- 1931: My Past
- 1931: The Stolen Jools
- 1931: The Maltese Falcon
- 1931: Honor of the Family
- 1932: Silberdollar (Silver Dollar)
- 1933: Die 42. Straße (42nd Street)
- 1933: Cocktail Hour
- 1933: Der Staranwalt von Manhattan (Counsellor at Law)
- 1934: Registered Nurse
- 1935: Music is Magic
- 1953: Life with the Lyons
- 1955: The Lyons in Paris